# Tena Busquets i Costa
Tena Busquets (Olot, 1967) és una gestora cultural catalana especialitzada en les arts escèniques. És l'actual directora artística de l'Àrea d'Arts Escèniques d'OlotCultura i del festival Sismògraf d'Olot.

## Biografia
Va estudiar Història de l'art a la Universitat de Barcelona, on es va llicenciar el 1990. Va completar els seus estudis amb un diploma en Animació Sòciocultural (IMAE, 1990), dos postgraus, un en Teoria i Crítica Teatrals (Institut del Teatre-Universitat Autònoma de Barcelona, 1991) i un altre en Espai Escènic i Arquitectures Teatrals (Institut del Teatre- Universitat Politècnica de Catalunya, 1991), i un Màster en Gestió Cultural (Universitat de Barcelona- City University of London,1993).
Va ser una de les fundadores de l'Associació de Professionals de la Gestió Cultural de Catalunya, de la qual va ser vocal territorial durant 5 anys. Com a professional, va iniciar-se en diversos àmbits de la gestió cultural (patrimoni, arts visuals, sector editorial, sector acadèmic) per a especialitzar-se posteriorment en la gestió de les arts escèniques. En aquest camp ha treballat tant en el sector privat i en el tercer sector, com amb companyies professionals i fins i tot l'administració pública, on va treballar per l'antiga Biennal de Barcelona (Ajuntament de Barcelona, 1990-1993). A mitjans dels anys 90 va començar a dissenyar el Servei de Cultura del Consell Comarcal de la Garrotxa (Olot, 1993-1995) i després va treballar com a coordinadora del Fòrum de Teatre d'Olot.
A mitjans dels anys 90, el 1995, va assumir la direcció del Teatre Principal d'Olot, i actualment és la responsable d'arts escèniques d'OlotCultura. Des del 2000 fins al 2011, va liderar l'equip creatiu del festival PANORAMA. A finals de la dècada dels 2000 va assumir la creació i direcció de Sismògraf, un festival de dansa que es va iniciar el 2009 i que des del 2015 és mercat estratègic i el referent nacional de la dansa contemporània segons el Departament de Cultura de la Generalitat de Catalunya.

## Premis i reconeixements
- 2016 - Premi FAD Sebastià Gasch[6]
- 2006 - Aplaudiment Sebastià Gasch al festival Panorama d'Olot
- 2018 - Premi Pep Mora d'Arts Escèniques